# Лаухар-де-Андаракс
Лаухар-де-Андаракс (ісп. Láujar de Andarax) — муніципалітет в Іспанії, у складі автономної спільноти Андалусія, у провінції Альмерія. Населення — 1799 осіб (2010).
Муніципалітет розташований на відстані близько 390 км на південь від Мадрида, 40 км на північний захід від Альмерії.

## Демографія
Динаміка населення (INE ):

## Галерея зображень

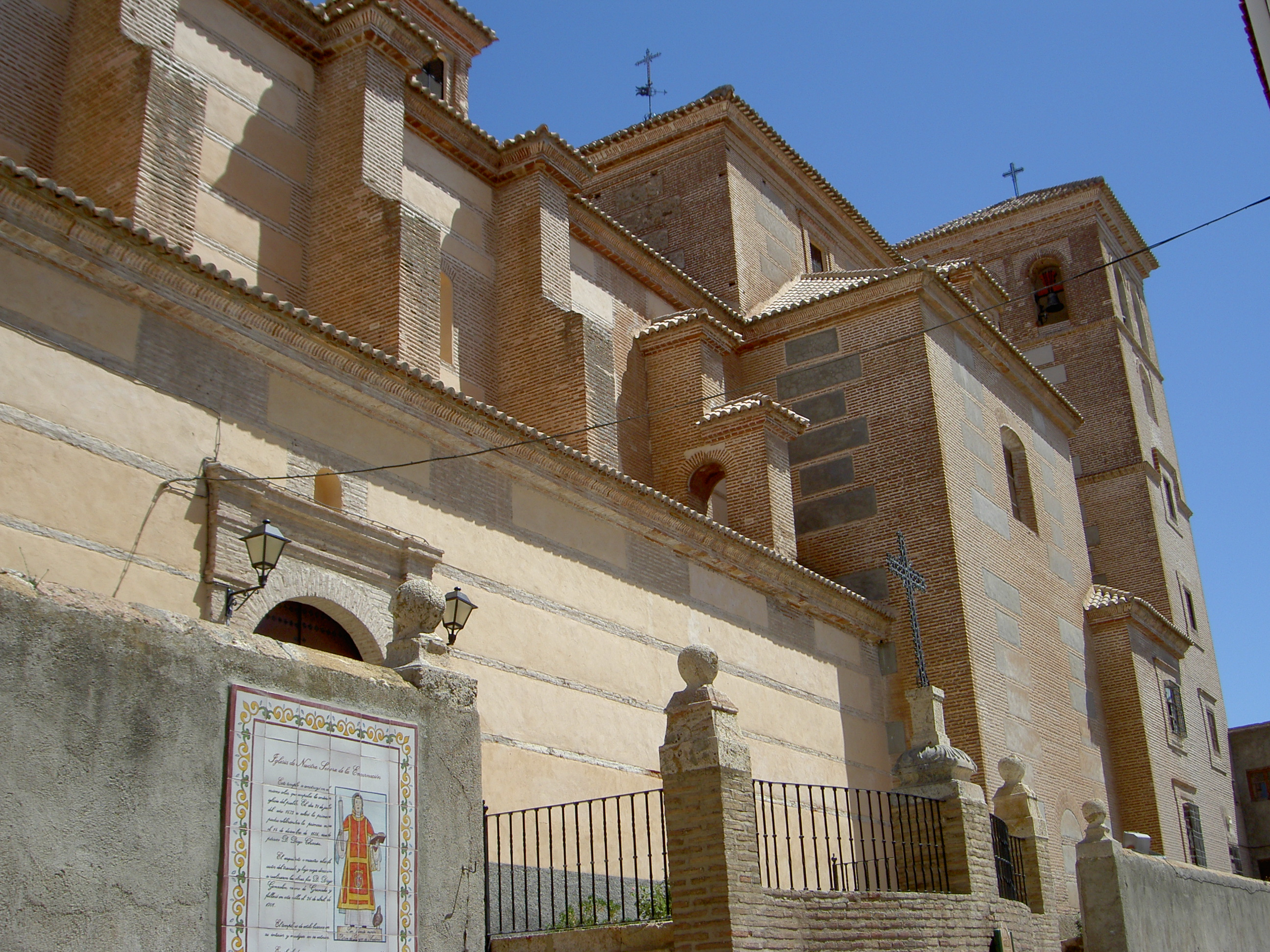
Церква Ла-Енкарнасьйон
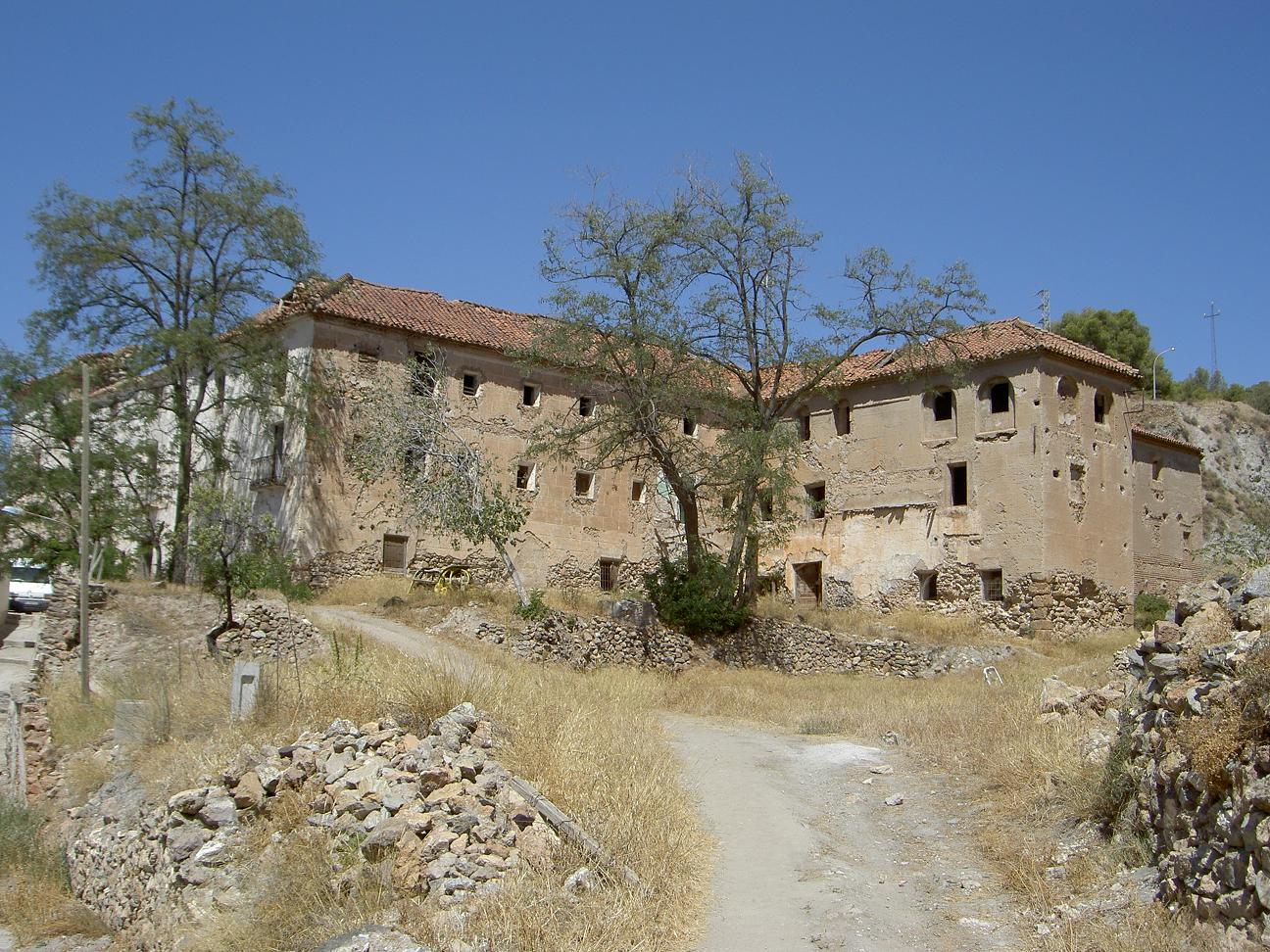
Монастир Сан-Паскуаль-Байлон
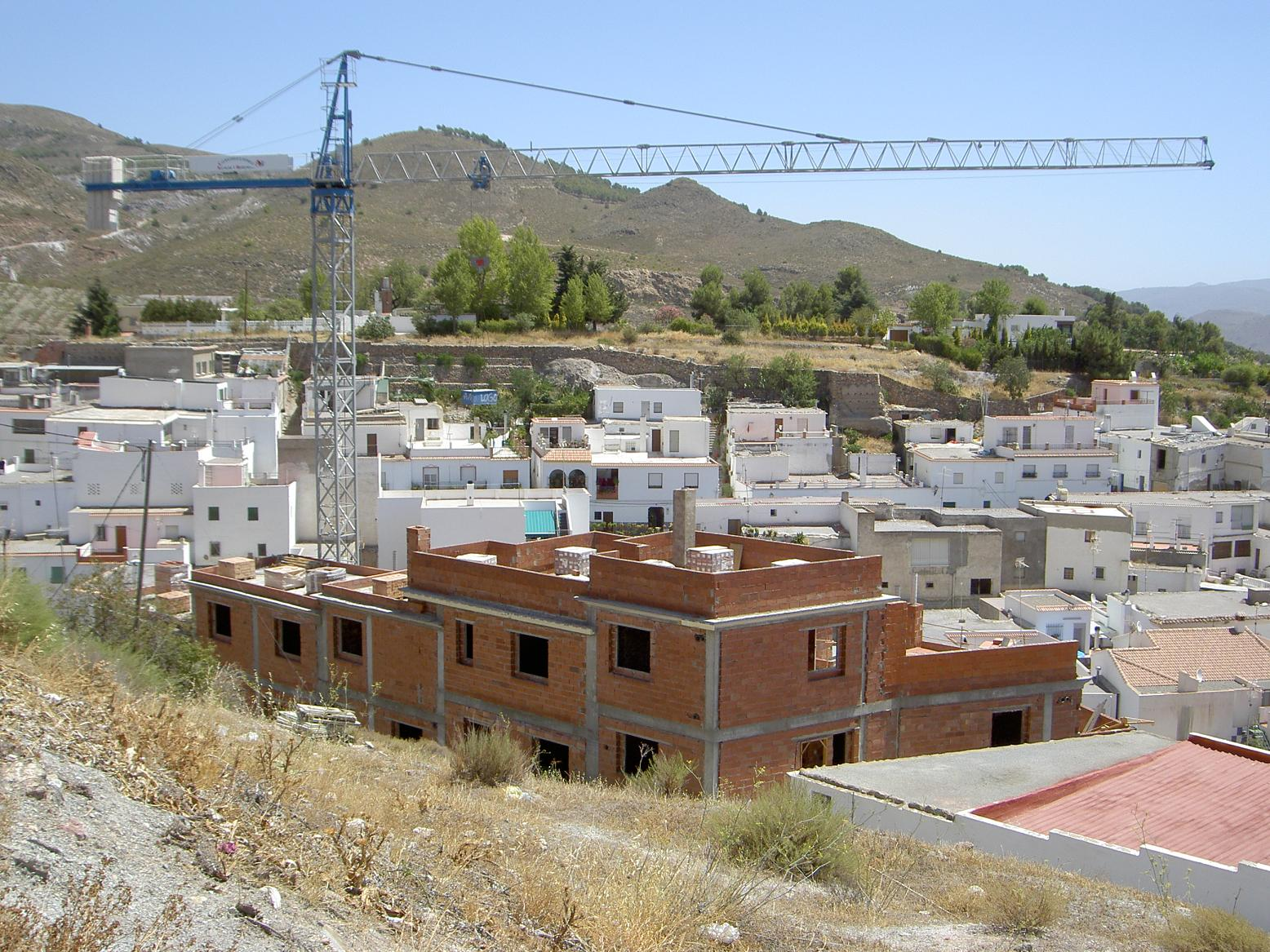
Руїни алькасаби